# 陳邦弼
陳邦弼（1465年—？），字惟忠，浙江紹興府山陰縣人，民籍，明朝政治人物。

## 生平
成化二十二年（1486年）丙午科浙江鄉試第六名舉人。成化二十三年（1487年）聯捷丁未科會試第二十四名，二甲第三十六名進士。

## 家族
曾祖陳處恭；祖父陳齡；父陳定，教諭。母吳氏。重庆下。兄陳邦直（貢士）；陳邦榮（會試中式舉人）。